# Monte San Savino
Monte San Savino is een gemeente in de Italiaanse provincie Arezzo (regio Toscane) en telt 8441 inwoners (31-12-2004). De oppervlakte bedraagt 89,6 km², de bevolkingsdichtheid is 94 inwoners per km².

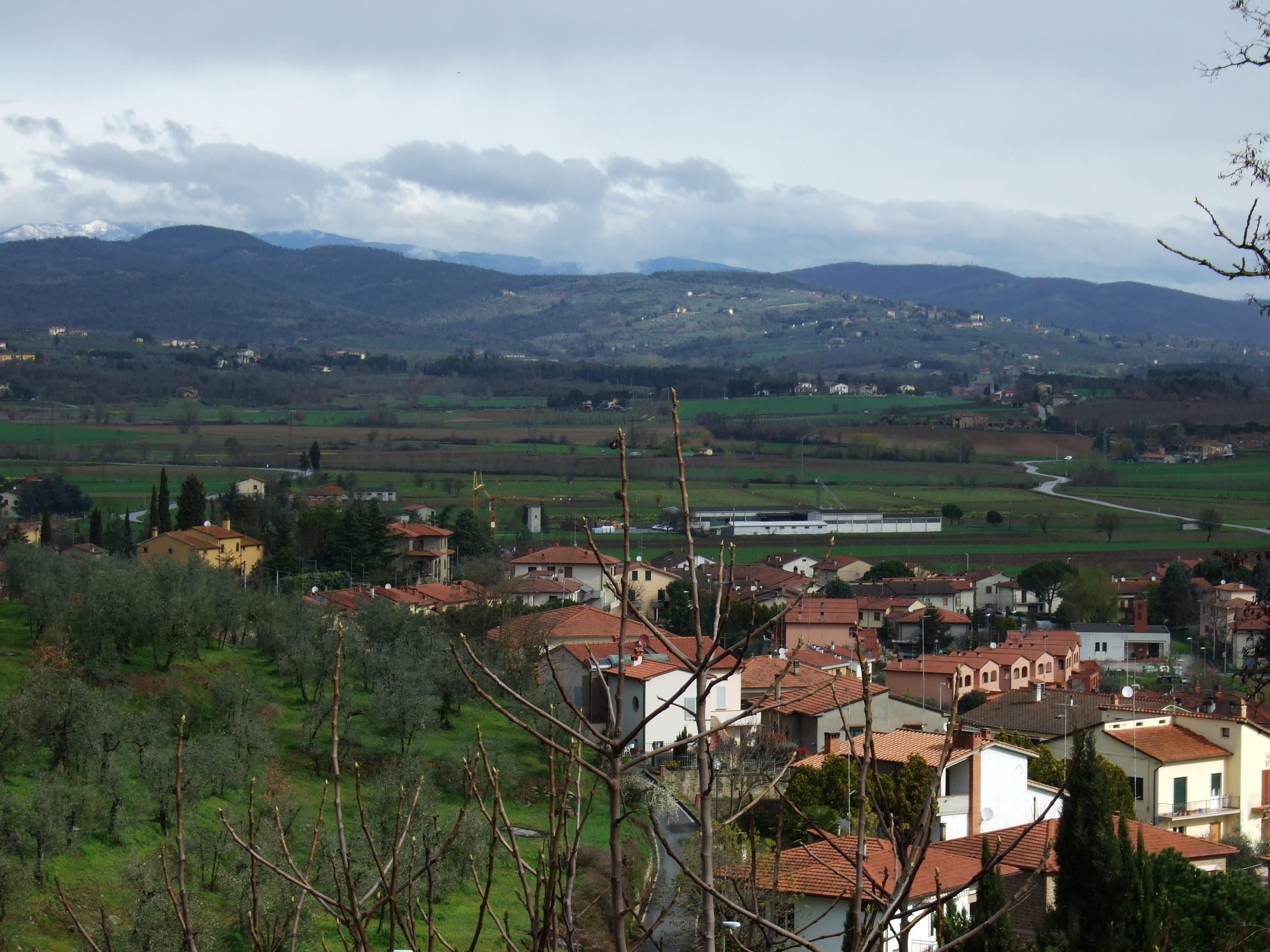
Monte San Savino
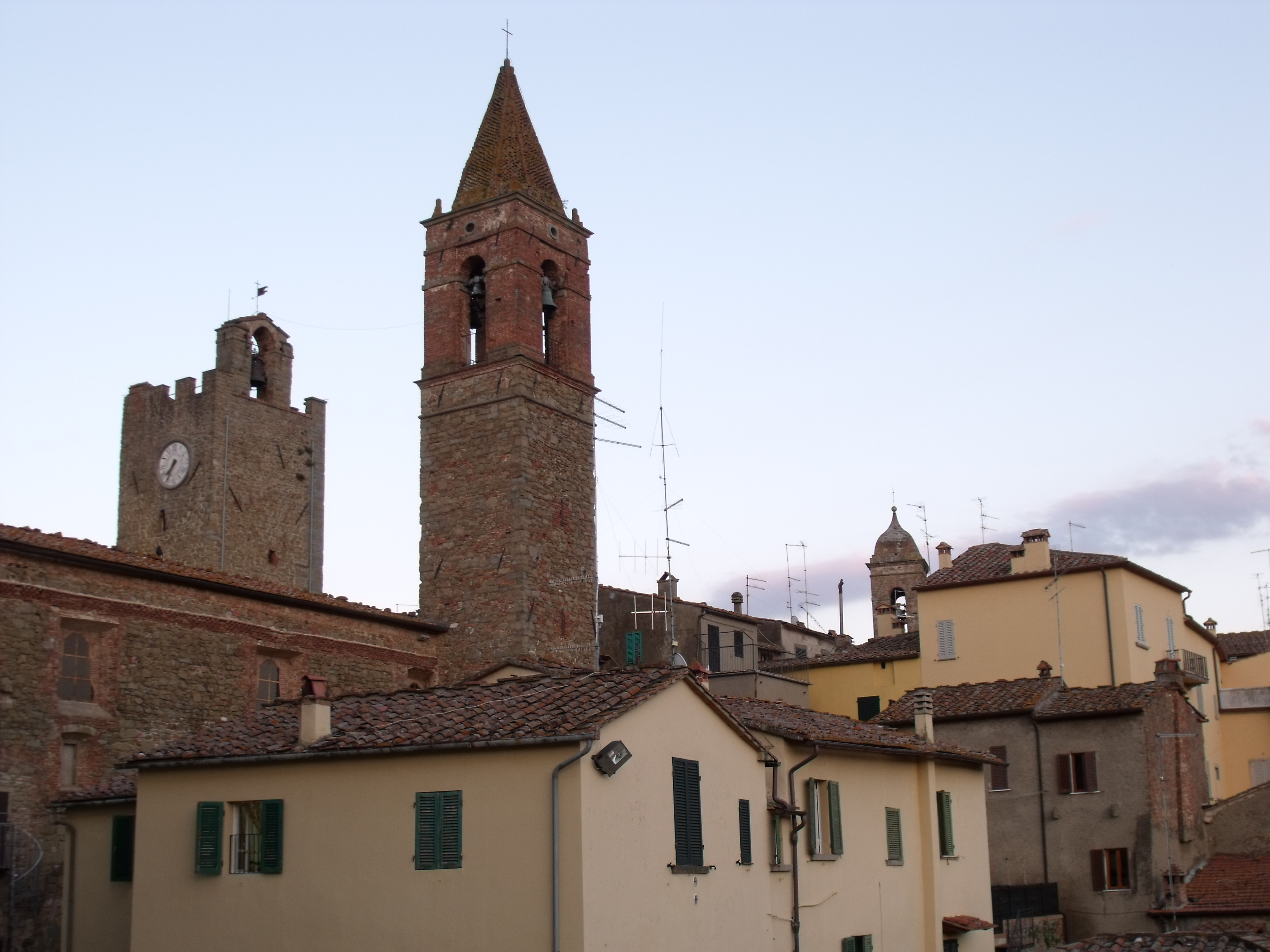
Monte San Savino
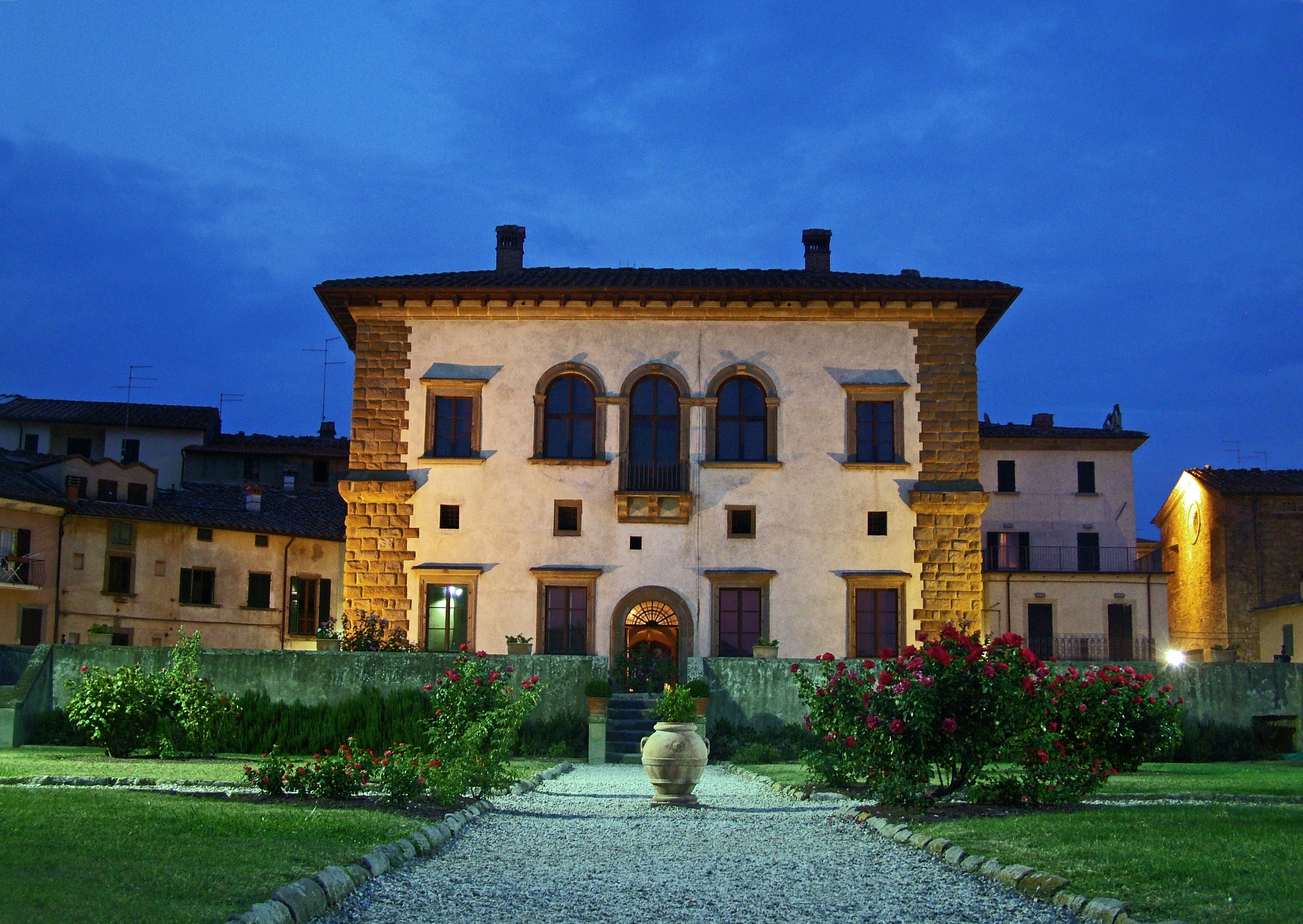
Palazzo Del monte

## Demografie
Monte San Savino telt ongeveer 3151 huishoudens. Het aantal inwoners steeg in de periode 1991-2001 met 3,6% volgens cijfers uit de tienjaarlijkse volkstellingen van ISTAT.
| Jaar | Inwoneraantal |
| ---- | ------------- |
| 1991 | 7847          |
| 2001 | 8128          |

## Geografie
De gemeente ligt op ongeveer 330 m boven zeeniveau.
Monte San Savino grenst aan de volgende gemeenten: Arezzo, Bucine, Civitella in Val di Chiana, Lucignano, Marciano della Chiana, Rapolano Terme (SI).